# 짐 로저스
짐 로저스(James Beeland Rogers Jr. 1942년 10월 19일 ~ )는 미국의 사업가이며 싱가포르에서 거주하는 재정 분석가이다. 로저스는 로저스 홀딩스 & 비랜드 인터레스트 Inc.(Chairman of Rogers Holdings and Beeland Interests, Inc.)의 회장이다. 그는 조지 소로스와 함께 퀀텀 펀드(Quantum Fund)와 소로스 펀드 매니지먼트(Soros Fund Management)의 공동 설립자였다. 그는 또한 RICI(Rogers International Commodities Index)의 창립자이다.
로저스는 자신을 어떤 경제학파의 일원으로 생각하지 않지만 자신의 견해는 오스트리아의 경제학파에 가장 적합하다고 인정한다.
1964년 로저스는 예일 대학에서 역사학 학위를 취득했다. 그는 월스트리트 도미니크 앤 디커만(Dominick and Dickerman) 회사에서 첫 직장을 얻었다.
1966년에 로저스는 배일리얼 컬리지(Balliol College)의 회원으로 옥스퍼드 대학에서 철학, 정치 및 경제학으로 두번째 학사 학위를 취득했다. 북한에 대한 투자에 관심이 많은 사람이다. 2000년부터 중국에 투자하였고 현재는 싱가폴에 살고 있다. 중국에 대한 투자 때문에 무리하게 친중적인 발언에 대해서 지적이 있다.

## 저서
- 1994년: 투자 바이커: 짐 로저스와 함께하는 세계. - ISBN 1-55850-529-6
- 2003년 모험 자본주의자: 궁극의 로드 트립. - ISBN 0-375-50912-7
- 2004년: 뜨거운 상품: 세계 최고의 시장에서 누구도 수익을 낼 수있는 방법. - ISBN 1-4000-6337-X
- 2007년: 중국의 황소: 세계에서 가장 큰 시장에서 수익성 있는 투자. - ISBN 1-4000-6616-6
- 2009년: 내 아이들에게 선물: 삶과 투자를 위한 아버지의 교훈. - ISBN 1-4000-6754-5
- 2013년: 거리 스마트: 도로 및 시장의 모험. - ISBN 0-307-98607-1

## 추가 자료
- 잭 슈웨거 (1993). 《Market Wizards: Interviews with Top Traders》. Collins; Reissue edition. ISBN 0-88730-610-1.
- 존 트레인 (2003). 《Money Masters of Our Time》. Collins; Reprint edition. ISBN 978-0-88730-970-0.